# Blaise Nkufo
Blaise Nkufo, né le 25 mai 1975 à Kinshasa, est un ancien footballeur international suisse d'origine congolaise. Il est le meilleur buteur du FC Twente. 

## Carrière en club

### Les débuts
Né dans l'ex-Zaïre, il arrive en Suisse à l'âge de 7 ans, avec ses parents. À Lausanne, dans le quartier de la Bourdonette, il obtient notamment son baccalauréat et la nationalité suisse à 20 ans. Évoluant dans les équipes juniors de FC Lausanne-Sport, sa ville d'accueil, il intègre les cadres professionnels en 1993 en faisant deux apparitions. Il est transféré au FC Échallens où il développe son sens de buteur en marquant ses neuf premiers buts en tant que pro. Nkufo part ensuite à l'étranger au Qatar à l'Al Arabi, il y restera un peu de temps mais devient champion du Qatar tout de même. Plus tard, il revient en Suisse à Yverdon. Après une saison réussie, il retourne chez son club formateur Lausanne-Sport, lors de la saison 1997-1998. Il marque 18 buts en 34 matchs et obtient le premier titre de sa carrière en gagnant la Coupe de Suisse. En janvier 2001, après des passages au Grasshopper Club Zurich, FC Lugano et FC Lucerne, il s'engage en 2e Bundesliga et plus précisément pour le 1. FSV Mayence 05.

### Le passage en Allemagne (2001-2003)
À Mayence, il s'impose en tant que redoutable attaquant, il fait trembler les filets à 21 reprises en 45 matchs. Ses bonnes performances attirent le Hanovre 96 qui évolue en Bundesliga. Mais avec Hanovre, Nkufo ne marque que deux fois en 11 matchs, une saison à oublier pour l'attaquant.

### FC Twente, le sommet de sa carrière (2003-2010)
À Twente, Nkufo trouve une deuxième patrie et passera sept saisons à y empiler des buts. Avec Twente, Nkufo obtient sa maturité, sa régularité, son sens du but dans le jeu, il y devient le chouchou des supporters et même le meilleur buteur de l'histoire du club. Il est même le capitaine du club lors de ses dernières saisons. Sa première saison, il a été finaliste de la Coupe des Pays-Bas et marque 14 buts en 28 matchs, soit un but tous les deux matchs. En 2008 et en 2009, il est vice-champion des Pays-Bas et finaliste de la Coupe des Pays-Bas, un retour au grand plan que Twente attendait depuis longtemps et qui est réussi, Nkufo est également décisif sur le plan personnel en marquant respectivement 22 et 16 buts lors de ses deux saisons et prolonge son contrat jusqu'en 2010. 
Entre le 15 décembre 2007 et le 24 janvier 2008, Nkufo inscrit sept buts en sept matchs de suite, battant ainsi le record de Dick van Dijk. Le 1er mars 2009, il inscrit son 100e but en Eredivisie à domicile face à ADO La Haye rentrant ainsi dans le Club van 100, liste des meilleurs buteurs de l'Eredivisie de tous les temps. Le 15 août 2009, à nouveau contre ADO La Haye mais à l'extérieur, il marque son 104e but et rentre ainsi dans l'histoire du club en dépassant les 103 buts du Néerlandais Jan Jeuring.
Sa dernière saison 2009-2010, le 2 mai 2010, il fête enfin le titre de champion des Pays-Bas avec Twente (le club n'avait plus gagné le championnat depuis 84 ans) et à 35 ans en tant que capitaine de l'équipe en marquant 12 buts en 32 matchs, il forme d'ailleurs un bon duo avec Bryan Ruiz. Avec 114 buts en 223 matchs, il est rentré dans l'histoire du club en devenant son meilleur buteur. Il est devenu une véritable icône du FC Twente.

### Seattle Sounders FC (2010-2011)
Pour la saison 2010-2011, il s'engage dans le championnat des États-Unis, la Major Soccer League, dans l'équipe des Seattle Sounders, notamment pour être plus proche de sa femme et ses enfants qui ont émigré en 2009 à Vancouver au Canada. Il met fin à sa carrière le 24 mars 2011

## Carrière internationale

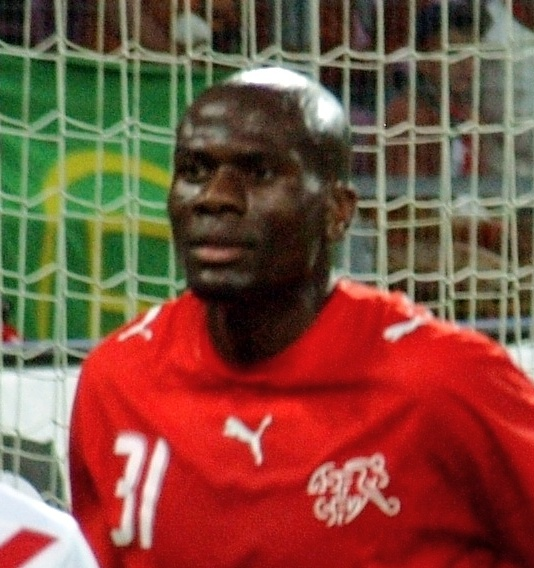
Blaise Nkufo avec l'équipe de Suisse

### Les débuts en sélection (2000-2002)
C'est le 2 septembre 2000 qu'il honore sa première sélection sous le maillot suisse face à la Russie en qualifications pour le Mondial 2002, sous les ordres de Enzo Trossero. Ensuite ses relations avec le sélectionneur Köbi Kuhn ne sont pas très bonnes et il peine à s'imposer en équipe de Suisse. En août 2002, peu avant un match de la Nati contre l'Autriche, Nkufo se jugeant victime d'insultes racistes quitte l'équipe ; à la suite de cela Kuhn l'exclut de l'équipe[réf. nécessaire]. 
Après cette exclusion, il effectue une longue traversée du désert jusqu'à ce que Köbi Kuhn le rappelle cinq ans plus tard.

### Son retour en équipe de Suisse (2007)
Cinq ans plus tard, Blaise Nkufo est devenu véritablement un chasseur de but au FC Twente, il est rappelé pour un match amical face aux Pays-Bas, match gagné 2 à 1, il effectue un bon match. Il est rappelé face au Chili (gagné 2 à 1) et ensuite face à Japon (perdu 3 à 4), il marque un but sur pénalty, 5 ans après avoir marqué face au Canada. Il participe à tous les matchs de préparation pour l'Euro 2008 à domicile donc en Suisse et en Autriche, il est ainsi un candidat de potentiel pour l'équipe de Suisse. Köbi Kuhn  semble alors beaucoup compter sur Nkufo et le sélectionner pour la compétition, mais une blessure au dernier moment le prive de la compétition.

### Un joueur efficace avec Ottmar Hitzfeld, une première grande compétition (2008-2010)
Ottmar Hitzfeld ayant pris sous ses ordres l'équipe de Suisse, attend beaucoup de la part de Nkufo, désormais âgé de 33 ans. Son premier match avec l'entraîneur allemand face à Chypre (victoire, 4 à 1), il débute titulaire aux côtés de Hakan Yakin en attaque. Il démontre son très bon jeu de tête en adressant deux passes décisives par la tête à Yakin et Valentin Stocker, depuis ce match, il est titulaire et présent à tous les matchs de l'équipe de Suisse jusqu'à la fin du parcours suisse au Mondial 2010.
Lors du premier match des qualifications pour le Mondial 2010 face à l'Israël (2-2), il inscrit son premier but avec Hitzfeld, le 2 à 0 pour la Suisse sur une tête à la suite d'un coup franc tiré par Yakin, confirmant encore son très bon jeu de tête. 
Que ce soit aux côtés de Alexander Frei, Hakan Yakin ou bien même Eren Derdiyok, il se montre toujours très combatif et un attaquant avec un très grand sang froid qui forme un très bon duo. Face au Luxembourg et à la Lituanie, il marquera les deux fois encore sur tête sur des centres de Yakin et Frei, avec qui il forme décidément une très bonne entente. Lors du match face à la Grèce, à la suite d'un excellent caviar de Yakin, il marque en dribblant le gardien et faisant preuve d'un grand sang froid et offrant la victoire à la Suisse. Face à la Moldavie, il marquera à nouveau sur tête sur un centre de Frei. La Suisse finit première de son groupe devant la Grèce et se qualifie pour le Mondial.
Bilan: Le bilan est très positif pour Nkufo durant ces qualifications: 10 matchs sur 10, 5 buts dont 4 sur tête (3 passes de Yakin et 2 de Frei) et 2 passes décisives (pour Frei). Il est donc l'homme fort de ces qualifications et malgré ses 35 ans, il est sélectionné pour la Coupe du monde 2010 en Afrique du Sud ou il sera titulaire.
Il participe grandement à la victoire historique de la Suisse contre l'Espagne en étant à l'origine du but, c'est lui qui a dévié pour Derdiyok qui passera au buteur Gelson Fernandes. À la suite du mondial, Nkufo se retire de l'équipe nationale et malgré l'élimination dès le premier tour de la Suisse, la victoire historique contre l'Espagne à Durban reste l'une des plus belles pages du football suisse. Il a été un grand titulaire et un bon attaquant durant ses deux dernières années en équipe nationale.

### Buts internationaux
| #  | Date              | Lieu                 | Adversaire | Score | Résultat | Compétition                |
| -- | ----------------- | -------------------- | ---------- | ----- | -------- | -------------------------- |
| 1. | 15 mai 2002       | Saint-Gall, Suisse   | Canada     | 1-3   | Défaite  | Match Amical               |
| 2. | 11 septembre 2007 | Klagenfurt, Autriche | Japon      | 3-4   | Défaite  | Match Amical               |
| 3. | 6 septembre 2008  | Tel Aviv, Israël     | Israël     | 2-2   | Nul      | Qualification à la CM 2010 |
| 4. | 10 septembre 2008 | Zurich, Suisse       | Luxembourg | 1-2   | Défaite  | Qualification à la CM 2010 |
| 5. | 11 octobre 2008   | Saint-Gall, Suisse   | Lettonie   | 2-1   | Victoire | Qualification à la CM 2010 |
| 6. | 15 octobre 2008   | Athènes, Grèce       | Grèce      | 2-1   | Victoire | Qualification à la CM 2010 |
| 7. | 1er avril 2009    | Genève, Suisse       | Moldavie   | 2-0   | Victoire | Qualification à la CM 2010 |

## Palmarès
- Champion du Qatar en 1996 avec Al Arabi Doha
- Vainqueur de la Coupe de Suisse en 1998 avec le FC Lausanne-Sport
- Champion des Pays-Bas en 2010 avec le FC Twente
- Vice-champion des Pays-Bas en 2009 avec le FC Twente
- Finaliste de la Coupe des Pays-Bas en 2004 et 2009 avec le FC Twente
- Vainqueur de l'US Open Cup en 2010 avec les Seattle Sounders
- Meilleur buteur de l'histoire du FC Twente avec 114 buts